# Oqtay Agayev
Oqtay Agayev (en azerí: Oqtay Ağayev) fue un cantante y actor de Azerbaiyán y el Artista del pueblo de la República de Azerbaiyán (2000).

## Biografía
Oqtay Agayev nació el 7 de noviembre de 1934 en Bakú. En 1953 ingresó en el Colegio de Música de Bakú en nombre de Asef Zeynalli. En 1958 empezó a interpretar en Quarteto Qaya. Hasta 1970 fue solista de la Orquesta Estatal de Azerbaiyán, dirigida por Rauf Hajiyev. En 1962 actuó en el Palacio Estatal del Kremlin con esta orquesta. Oqtay Agayev interpretó en Argelia, Marruecos, Polonia, Checoslovaquia, Bulgaria, Rumania y  también en todas las repúblicas de la Unión Soviética.
Oqtay Agayev murió el 14 de noviembre de 2006 por enfermedad cardiovascular.

## Filmografía
- ”Abşeron ritmləri” – 1970 (Los ritmos de Absheron)
- ”Bakı bağları. Buzovna” – 2007 (Los jardines de Bakú)
- ”Dağlarda döyüş” – 1967 (La batalla en las montañas)
- ”Xatirələr sahili” – 1972 (La costa de las memorias)
- ”Konsert proqramı” – 1971 (El programa del concierto)
- ”Mahnı qanadlarında” – 1973 (Sobre las alas de la música)
- ”O qızı tapın” – 1970 (Encuentre a esa chica)
- ”Oqtay Ağayev. Ötən günlər” – 2004 (Oqtay Agayev. Últimos días)
- ”Şərikli çörək” – 1969 (El pan compartido)
- ”Toyda görüş” – 1970 (Encuentro en la boda)
- "Yapon və yaponiyalı” – 1990 (Japón y japonés)